# Aquila (género)
Aquila é um género de águias.

## Espécies
- Águia-fulva, Aquila rapax
- Águia-das-estepes, Aquila nipalensis
- Águia-imperial-ibérica, Aquila adalberti
- Águia-imperial-oriental, Aquila heliaca
- Águia-das-molucas, Aquila gurneyi
- Águia-real, Aquila chrysaetos
- Águia-audaz, Aquila audax
- Águia-preta, Aquila verreauxii
- Águia-africana, Aquila africana
- Águia-de-bonelli, Aquila fasciata
- Águia-dominó, Aquila spilogaster